# Ильин, Иван Васильевич (прокурор)
Иван Васильевич Ильин (1898 — после 1938) — советский юрист, прокурор Таджикской ССР.

## Биография
Родился в русской семье, получил среднее образование. Стал членом РКП(б) с 1918. Работал прокурором Таджикской ССР с августа 1935 до 1938, при этом с 10 ноября 1937 состоял членом тройки НКВД. Являлся депутатом Верховного Совета Таджикской ССР 1–го созыва от избирательного округа Кангуртского района, а также членом центрального комитета коммунистической партии Таджикской ССР.